# ALÓ 33
ALÓ (anteriormente ALO 33) es un programa de juvenil salvadoreño transmitido por la señal del Canal 33 de El Salvador, de lunes a viernes a las 10 de la mañana. Fue estrenado junto a muchos otros programas el 1 de febrero de 2010. Conducido por María José "Majo" Alger y luego de una nueva etapa con la presencia de Jorge Alvarado "Chacalo". A partir de octubre de 2011, el programa empezó a tener un intérprete para personas sordas, por lo que recibió una felicitación de varios políticos, siendo así el único programa juvenil inclusivo de la televisión salvadoreña.

## Secciones
- El tema
- El Reportaje
- Detrás Del Séptimo Arte
- Los Compadres
- Nosotras También Podemos
- Pa´ Los Gamers
- La Jugada

## Nuevo Formato
El 3 de septiembre ALO 33 pasó a convertirse en simplemente ALO esta es una nueva etapa para el programa ya que cuenta con nuevo Set, nuevo Presentador, nuevas secciones y entre muchas otras cosas nuevas. El 3 de septiembre ALO recibió la visita de los conductores del programa 'Mas Cerca de Canal 33, también recibieron a "Armando" de Buena Onda y EL TURRON. Cada día tienen un invitado nuevo, dan regalos a los televidentes y muchas cosas más.